# Championnat de Belgique de football de deuxième division 2022-2023
 (juin 2022).
Si vous disposez d'ouvrages ou d'articles de référence ou si vous connaissez des sites web de qualité traitant du thème abordé ici, merci de compléter l'article en donnant les références utiles à sa vérifiabilité et en les liant à la section « Notes et références ».
Navigation
saison précédente saison suivante
Le Championnat de Belgique de football de deuxième division 2022-2023 est la cent-sixième édition du championnat de belge de Division 2, mais la première édition sous l'appellation « Challenger Pro League ».
À la suite d'une importante réforme de la structure pyramidale du football belge survenue en 2016, le championnat, qui ne comporte dès lors plus que 8 clubs professionnels plus 4 équipes réserves, se compose de deux périodes au cours desquelles les différentes formations s'affrontent en allers-retours.

## Critères de participation
Les critères d'octroi de la licence pour jouer en Challenger Pro League, sont :
- Avoir 17 joueurs sous contrat avec le statut professionnel.
- Disposer d'un stade de minimum 8 000 places dont minimum 5 000 places assises.
- Disposer d'un éclairage de 800 lux.

Les clubs participant à la Challenger Pro League perçoivent 500 000 euros par saison provenant des droits télévisés du football professionnel.[réf. nécessaire]

## Les 12 clubs participants

### Les nouveaux clubs
| Matricule | Club         | Localisation | Provient de        | Classement 2021-22 | Stade            | Capacité |
| --------- | ------------ | ------------ | ------------------ | ------------------ | ---------------- | -------- |
| 3         | Club NXT     | Knokke       | Reserve Division 1 | NC                 | Schiervelde      | 8 340    |
| 35        | RSCA Futures | Anderlecht   | Reserve Division 1 | NC                 | Lotto Park       | 22 500   |
| 322       | Jong Genk    | Genk         | Reserve Division 1 | NC                 | Luminus Arena    | 25 956   |
| 16        | SL 16 FC     | Liège        | Reserve Division 1 | NC                 | Maurice Dufrasne | 30 023   |

### Liste et localisation
| \| Beerschot Beveren Lommel Lierse Club NXT RSCA RWDM Deinze Genk Dender SL16FC Virton \| Localisation des clubs engagés en D1B 2021-2022 |
| Beerschot Beveren Lommel Lierse Club NXT RSCA RWDM Deinze Genk Dender SL16FC Virton                                                       |

| Matricule | Club                   | Localisation         | Provient de | Classement 2021-22 | Stade            | Capacité |
| --------- | ---------------------- | -------------------- | ----------- | ------------------ | ---------------- | -------- |
| 13        | K Beerschot VA         | Anvers               | Division 1  | 18e (D1A)          | Kiel             | 12 771   |
| 5479      | RWD Molenbeek          | Molenbeek-Saint-Jean | Division 2  | 2e                 | Edmond Machtens  | 12 266   |
| 4068      | SK Beveren             | Beveren              | Division 2  | 3e                 | Freethiel        | 8 190    |
| 818       | KMSK Deinze            | Deinze               | Division 2  | 4e                 | Van de Wiele     | 7 515    |
| 3970      | Lierse Kempenzonen     | Lierre               | Division 2  | 5e                 | H. Vanderpoorten | 14 538   |
| 2554      | Lommel SK              | Lommel               | Division 2  | 6e                 | Souverein        | 12 500   |
| 200       | Royal Excelsior Virton | Virton               | Division 2  | 8e                 | Yvan Georges     | 4 599    |
| 3900      | FCV Dender EH          | Denderleeuw          | Division 3  | 1re                | Van Roy          | 8 157    |

## Compétition

### Première phase

#### Classement de la première phase
- Remarque: Montée en D1A, maintien ou descente sont conditionnés à l'octroi des licences concernées.

| Rang | Équipe                 | Pts | J  | G  | N | P  | Bp | Bc | Diff |
| ---- | ---------------------- | --- | -- | -- | - | -- | -- | -- | ---- |
| 1    | RWD Molenbeek          | 46  | 22 | 14 | 4 | 4  | 41 | 21 | +20  |
| 2    | SK Beveren             | 43  | 22 | 12 | 7 | 3  | 52 | 25 | +27  |
| 3    | K Beerschot VA R       | 38  | 22 | 12 | 2 | 8  | 33 | 28 | +5   |
| 4    | Lierse Kempenzonen     | 36  | 22 | 11 | 3 | 8  | 42 | 42 | 0    |
| 5    | Club NXT rés. P        | 36  | 22 | 10 | 6 | 6  | 38 | 30 | +8   |
| 6    | RSCA Futures rés. P    | 34  | 22 | 9  | 7 | 6  | 42 | 35 | +7   |
| 7    | Lommel SK              | 32  | 22 | 10 | 2 | 10 | 33 | 36 | -3   |
| 8    | KMSK Deinze            | 30  | 22 | 9  | 3 | 10 | 29 | 33 | -4   |
| 9    | Jong Genk rés. P       | 20  | 22 | 5  | 5 | 12 | 28 | 40 | -12  |
| 10   | FCV Dender EH P        | 19  | 22 | 5  | 4 | 13 | 27 | 40 | -13  |
| 11   | SL 16 FC rés. P        | 19  | 22 | 4  | 7 | 11 | 25 | 43 | -18  |
| 12   | Royal Excelsior Virton | 14  | 22 | 2  | 8 | 12 | 21 | 38 | -17  |

## Deuxième phase

### Play-off de promotion
| Rang | Équipe              | Pts | J  | G | N | P | Bp | Bc | Diff |
| ---- | ------------------- | --- | -- | - | - | - | -- | -- | ---- |
| 1    | RWD Molenbeek       | 69  | 10 | 7 | 2 | 1 | 24 | 8  | +16  |
| 2    | SK Beveren          | 68  | 10 | 8 | 1 | 1 | 24 | 9  | +15  |
| 3    | Club NXT rés. P     | 49  | 10 | 4 | 1 | 5 | 13 | 18 | -5   |
| 4    | K Beerschot VA R    | 49  | 10 | 3 | 2 | 5 | 10 | 13 | -3   |
| 5    | Lierse Kempenzonen  | 46  | 10 | 3 | 1 | 6 | 11 | 17 | -6   |
| 6    | RSCA Futures rés. P | 37  | 10 | 0 | 3 | 7 | 4  | 21 | -17  |

### Play-off de relégation
| Rang | Équipe                 | Pts | J  | G | N | P | Bp | Bc | Diff |
| ---- | ---------------------- | --- | -- | - | - | - | -- | -- | ---- |
| 7    | Lommel SK              | 51  | 10 | 6 | 1 | 3 | 20 | 10 | +10  |
| 8    | KMSK Deinze            | 49  | 10 | 6 | 1 | 3 | 20 | 14 | +6   |
| 9    | FCV Dender EH P        | 39  | 10 | 6 | 2 | 2 | 14 | 7  | +7   |
| 10   | SL 16 FC rés. P        | 27  | 10 | 1 | 5 | 4 | 6  | 17 | -11  |
| 11   | Jong Genk rés. P       | 26  | 10 | 1 | 3 | 6 | 8  | 18 | -10  |
| 12   | Royal Excelsior Virton | 25  | 10 | 3 | 2 | 5 | 11 | 13 | -2   |